# Rati

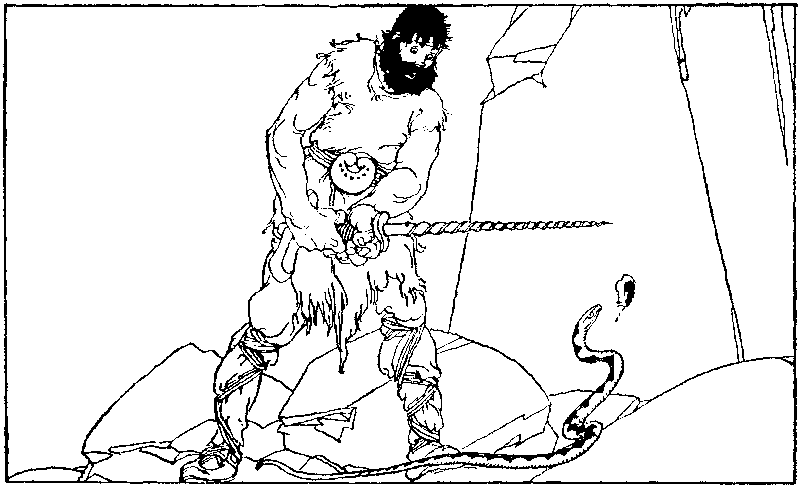
«Odín obtiene para los hombres la hidromiel mágica» por Willy Pogany. El jotun Baugi sostiene el barreno mientras Odín se introduce en el agujero.

En la mitología nórdica, Rati es el nombre del taladro o barreno que Odín utilizó durante su misión de obtener la hidromiel de la poesía del gigante Suttung con ayuda de Baugi, hermano del gigante. De acuerdo a la sección Gylfaginning de la edda prosaica, Odín le indicó a Baugi que hiciera un agujero con el taladro a través de la montaña Hnitbjorg donde se guardaba el hidromiel. Cuando Baugi afirmó que el agujero estaba hecho, Odín sopló dentro y los pedazos de piedra volvieron hacia él. Dándose cuenta de que Baugi no había taladrado hasta el otro lado y que lo estaba intentando engañar, le pidió que taladrara nuevamente; los pedazos esta vez volaron hacia adentro. Odín se transformó en una serpiente, y cuando se introdujo en el agujero, Baugi intentó matarlo con el taladro, pero falló. De esta forma es que Odín pudo obtener el hidromiel.